# Estela trilingüe de Letoon
La estela trilingüe de Letoon es una inscripción en tres idiomas: licio estándar o Licio A, griego y arameo, que cubre las caras de una estela de piedra de cuatro lados descubierta en 1973 durante la excavación del santuario llamado Letoon (en honor a Leto) en Janto (Xanthos), antigua Licia, en la actual Turquía. La inscripción contiene un decreto que autoriza el culto y hace referencia a las divinidades y a los sacerdotes del nuevo culto. El texto licio ocupa 41 líneas, el griego 35 y el arameo 27. No son traducciones literales, y cada una contiene información que no está presente en las otras versiones. La versión en arameo está muy condensada.

## Yacimiento

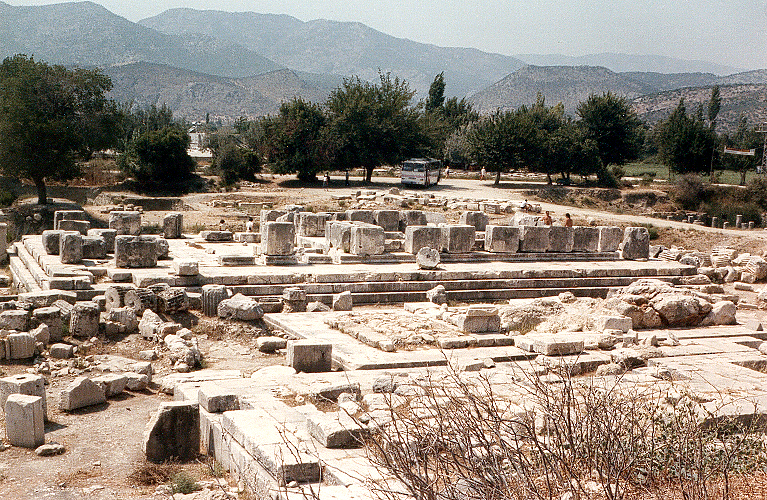
Santuario del Letoon. Los cimientos de los tres templos son claramente visibles.

El Letoon era un santuario situado 4 km al sur de Janto, la capital de la antigua Licia. El complejo data por lo menos del siglo VII a. C. y debió ser el centro de la Liga Licia. Contenía tres templos: el de Leto, el de Ártemis y el de Apolo. La estela se encontró junto al templo de Apolo y se guarda en el museo de Fethiye. Todo el yacimiento está actualmente bajo varios centímetros de agua. Los restos de los tres templos del Letoon, junto al yacimiento de Janto, están inscritos en la lista del Patrimonio de la Humanidad desde 1998.

## Fecha de la inscripción
Las primeras cinco líneas de la versión aramea afirman que la inscripción se hizo el primer año del reinado del rey persa Artajerjes, pero no aclara cuál de los reyes que llevaron este nombre:
En el mes siwan, año uno del rey Artaxerxes. En la frontera de Arñna, Pixodaro hijo de Katomno, el sátrapa que está en Karka y Termmila.
 Si el rey en cuestión era Artajerjes III Oco, la fecha de la inscripción es el 358 a. C. Sin embargo Pixodaro fue sátrapa de Caria y Licia como muy pronto el 341/340 a. C. Por eso el rey persa más probable es Arses, hijo de Artajerjes III, que adoptó el nombre de su padre al acceder al trono. En tal caso la fecha de la inscripción es el 337/336 a. C.

## Fragmento del texto licio
Fragmento y traducción del original en alfabeto licio:
| 1.  | Ẽke: trm̃misñ: xssaθrapazate: pigesere: katamlah: tideimi:                                      |
|     | Cuando Pixodaro, el hijo de Hecatomno, se convirtió en sátrapa de Licia,                       |
| 2.  | sẽñneñtepddẽhadẽ: trm̃mile: pddẽnehm̃mis: ijeru: senatrbbejẽmi: se(j)arñna: asaxlazu: erttimeli: |
|     | nombró reyes de Licia a Hierón y Apolodoto, y como gobernador de Janto a Artemelis.            |
| 3.  | mehñtitubedẽ: arus: se(j)epewẽtlm̃mẽi: arñnãi:                                                  |
|     | Los ciudadanos (arus) y los vecinos residente de Janto decidieron                              |
| 4.  | m̃maitẽ: kumezijẽ: θθẽ: xñtawati: xbidẽñni: se(j)arKKazuma: xñtawati:                           |
|     | crear un altar al rey Caunio y al rey Arkesimas                                                |
| 5.  | sẽñnaitẽ: kumazu: mahãna: ebette: eseimiju: qñturahahñ: tideimi:                               |
|     | y eligieron sacerdote a Simios el hijo de Kondorasis                                           |
| 6.  | sede: eseimijaje: xuwatiti:                                                                    |
|     | y quien sea más cercano a Simias                                                               |
| 7.  | seipijẽtẽ: arawã:                                                                              |
|     | y le garantizaron exención                                                                     |
| 8.  | ehbijẽ: esiti:                                                                                 |
|     | de impuestos.                                                                                  |
| 9.  | sedeliNtAtE: tetepi: sejepewEtlMmEi: hrMmada: ttaraha:                                         |
|     | Y la ciudad y los periecos añadieron porciones de tierra pertenecientes a la ciudad.           |
| 10. | mexbaitE: zA: esexesNtedi: qNtati: sepigrEi:                                                   |
|     | Tanto Xesntedi el … como Pigrei regaron el lugar                                               |
| 11. | sENteNtekMmE:                                                                                  |
|     | y todo lo que está dentro,                                                                     |
| 12. | sejEti: QQE: sttatiteli:                                                                       |
|     | Y el lugar donde se ha asentado el altar                                                       |
| 13. | setahNtAixNtawatehi: xbidENnehi: sejarKKazuahi.                                                |
|     | es también propiedad del rey de Kaunos y Arggazuma.                                            |

## Galería

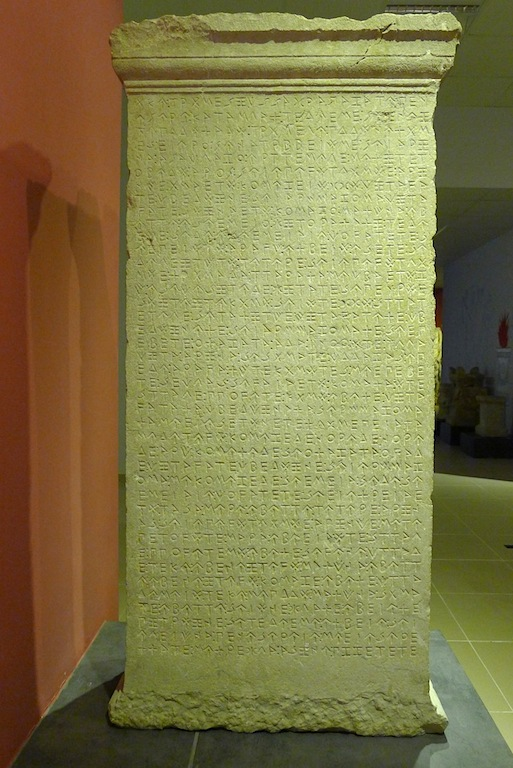
Cara en licio
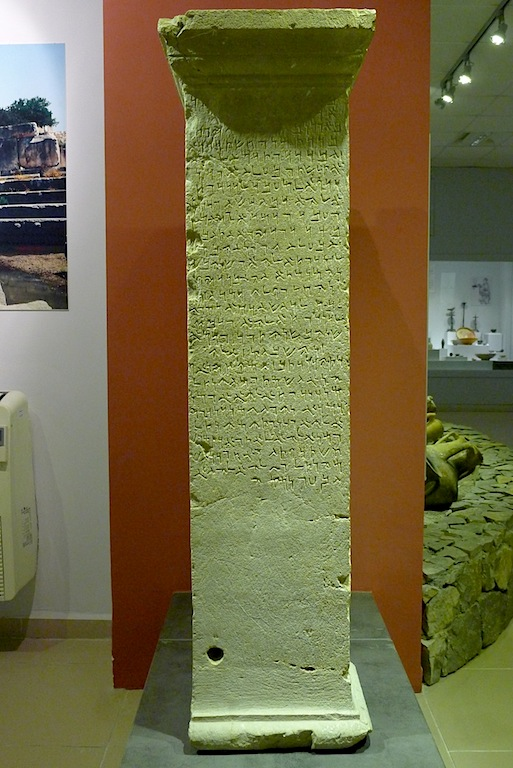
Cara en arameo
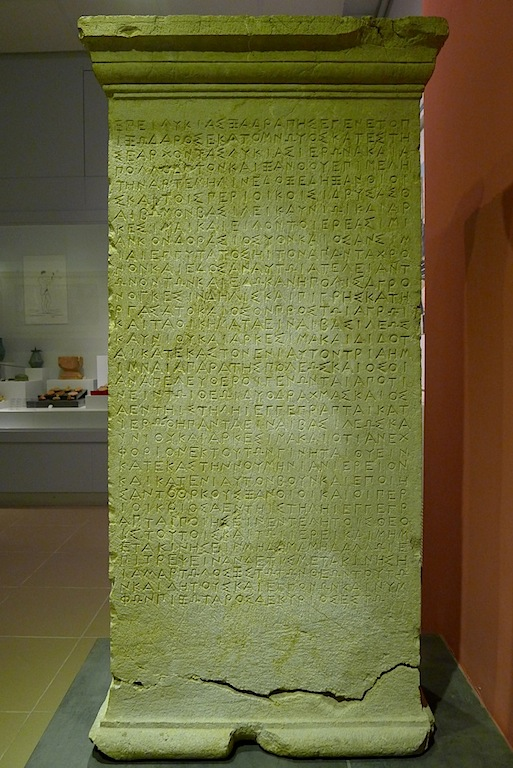
Cara en griego